# Indianapolis 500 1930
Indianapolis 500 1930 (oryg. 18th International 500-Mile Sweepstakes Race) – osiemnasta edycja wyścigu Indianapolis 500. Jeden z wyścigów Grand Prix rozegranych w 1930 roku, a także pierwszy spośród tzw. Grandes Épreuves.

## Wyniki

### Kwalifikacje
W kwalifikacjach każdy z kierowców miał do przejechania 4 okrążenia, w którym mierzono prędkość. Średnia prędkość spośród 4 okrążeń decydowała o klasyfikacji.
| Poz. | Nr | Kierowca            | Konstruktor   | Czas         | Poz. s. |
| ---- | -- | ------------------- | ------------- | ------------ | ------- |
| 1    | 4  | Billy Arnold        | Miller        | 182,286 km/h | 1       |
| 2    | 1  | Louis Meyer         | Sampson       | 179,103 km/h | 2       |
| 3    | 16 | Shorty Cantlon      | Miller        | 176,721 km/h | 3       |
| 4    | 6  | Bill Cummings       | Duesenberg    | 170,868 km/h | 22      |
| 5    | 3  | Wilbur Shaw         | Miller        | 170,807 km/h | 25      |
| 6    | 23 | Louis Schneider     | Miller        | 170,762 km/h | 4       |
| 7    | 18 | Chet Gardner        | Duesenberg    | 170,285 km/h | 5       |
| 8    | 12 | Deacon Litz         | Duesenberg    | 170,195 km/h | 31      |
| 9    | 17 | Ernie Triplett      | Talbot        | 169,975 km/h | 6       |
| 10   | 8  | Babe Stapp          | Duesenberg    | 168,900 km/h | 32      |
| 11   | 22 | Russ Snowberger     | Snowberger    | 168,299 km/h | 7       |
| 12   | 10 | Mel Kenealy         | Whippet       | 166,288 km/h | 23      |
| 13   | 15 | Phil Shafer         | Coleman       | 164,601 km/h | 8       |
| 14   | 25 | Leslie Allen        | Miller        | 164,22 km/h  | 9       |
| 15   | 34 | Joe Huff            | Cooper        | 162,829 km/h | 26      |
| 16   | 36 | Cy Marshall         | Duesenberg    | 162,295 km/h | 10      |
| 17   | 33 | Frank Farmer        | Yagle         | 161,923 km/h | 11      |
| 18   | 9  | Tony Gulotta        | Talbot        | 160,987 km/h | 20      |
| 19   | 5  | Peter DePaolo       | Duesenberg    | 160,863 km/h | 21      |
| 20   | 14 | Lou Moore           | Coleman       | 160,719 km/h | 12      |
| 21   | 35 | J.C. McDonald       | Studebaker    | 159,249 km/h | 13      |
| 22   | 29 | Joe Caccia          | Duesenberg    | 157,81 km/h  | 14      |
| 23   | 41 | Chet Miller         | Reed-Mulligan | 156,685 km/h | 15      |
| 24   | 24 | Dave Evans          | Miller        | 156,656 km/h | 33      |
| 25   | 19 | Speed Gardner       | Miller        | 153,828 km/h | 27      |
| 26   | 21 | Zeke Meyer          | Miller        | 153,461 km/h | 34      |
| 27   | 26 | Baconin Borzacchini | Maserati      | 153,230 km/h | 28      |
| 28   | 38 | Claude Burton       | Oakland       | 153,27 km/h  | 16      |
| 29   | 2  | Lora Corum          | Stutz         | 151,487 km/h | 17      |
| 30   | 7  | Jimmy Gleason       | Reed-Mulligan | 150,809 km/h | 24      |
| 31   | 39 | Johnny Seymour      | Cooper        | 150,273 km/h | 18      |
| 32   | 45 | Marion Trexler      | Auburn        | 149,633 km/h | 29      |
| 33   | 48 | Rick Decker         | Mercedes-Benz | 148,530 km/h | 36      |
| 34   | 42 | Letterio Cucinotta  | Maserati      | 147,389 km/h | 30      |
| 35   | 44 | Bill Denver         | Duesenberg    | 145,886 km/h | 35      |
| 36   | 32 | Charles Moran       | duPont        | 144,410 km/h | 19      |
| 37   | 28 | Roland Free         | Chrysler      | 144,259 km/h | 37      |
| 38   | 46 | Harry Butcher       | Buick         | 140,17 km/h  | 38      |
| Poz. | Nr | Kierowca            | Konstruktor   | Czas         | Poz. s. |

### Wyścig
Źródło: ultimateracinghistory.com
| P  | + / –     | Nr | Kierowca            | Konstruktor   | Okr. | Czas / Strata  | Komentarz |
| -- | --------- | -- | ------------------- | ------------- | ---- | -------------- | --------- |
| 1  | Bez zmian | 4  | Billy Arnold        | Miller        | 200  |                |           |
| 2  | 1         | 16 | Shorty Cantlon      | Miller        | 200  |                |           |
| 3  | 1         | 23 | Louis Schneider     | Miller        | 200  |                |           |
| 4  | 2         | 1  | Louis Meyer         | Sampson       | 200  |                |           |
| 5  | 17        | 6  | Bill Cummings       | Duesenberg    | 200  |                |           |
| 6  | 27        | 24 | Dave Evans          | Miller        | 200  |                |           |
| 7  | 1         | 15 | Phil Shafer         | Coleman       | 200  |                |           |
| 8  | 1         | 22 | Russ Snowberger     | Snowberger    | 200  |                |           |
| 9  | Bez zmian | 25 | Leslie Allen        | Miller        | 200  |                |           |
| 10 | 7         | 2  | Lora Corum          | Stutz         | 200  |                |           |
| 11 | 5         | 38 | Claude Burton       | Oakland       | 196  | +4 okr         |           |
| 12 | 18        | 42 | Letterio Cucinotta  | Maserati      | 185  | +15 okr        |           |
| 13 | 2         | 41 | Chet Miller         | Reed-Mulligan | 161  | +39 okr        |           |
| 14 | 24        | 46 | Harry Butcher       | Buick         | 127  | +73 okr        |           |
| 15 | 8         | 10 | Mel Kenealy         | Whippet       | 114  | Zawór          |           |
| 16 | 18        | 21 | Zeke Meyer          | Miller        | 115  | Rod            |           |
| 17 | 11        | 17 | Ernie Triplett      | Talbot        | 125  | Tłok           |           |
| 18 | 5         | 35 | J.C. McDonald       | Studebaker    | 112  | Pompa paliwowa |           |
| 19 | 18        | 28 | Roland Free         | Chrysler      | 69   | Sprzęgło       |           |
| 20 | Bez zmian | 9  | Tony Gulotta        | Talbot        | 79   | Zawór          |           |
| 21 | 10        | 33 | Frank Farmer        | Yagle         | 69   | Wypadek        |           |
| 22 | 13        | 44 | Bill Denver         | Duesenberg    | 41   | Rod            |           |
| 23 | 3         | 34 | Joe Huff            | Cooper        | 48   | Zawór          |           |
| 24 | 1         | 3  | Wilbur Shaw         | Miller        | 54   | Przegub        |           |
| 25 | 11        | 29 | Joe Caccia          | Duesenberg    | 43   | Wypadek        |           |
| 26 | 16        | 36 | Cy Marshall         | Duesenberg    | 29   | Wypadek        |           |
| 27 | 8         | 32 | Charles Moran       | duPont        | 22   | Wypadek        |           |
| 28 | 4         | 7  | Jimmy Gleason       | Reed-Mulligan | 22   | Rozrząd        |           |
| 29 | 17        | 14 | Lou Moore           | Coleman       | 23   | Wypadek        |           |
| 30 | 1         | 12 | Deacon Litz         | Duesenberg    | 22   | Wypadek        |           |
| 31 | 1         | 8  | Babe Stapp          | Duesenberg    | 18   | Wypadek        |           |
| 32 | 14        | 39 | Johnny Seymour      | Cooper        | 21   | Wypadek        |           |
| 33 | 12        | 5  | Peter DePaolo       | Duesenberg    | 19   | Wypadek        |           |
| 34 | 5         | 45 | Marion Trexler      | Auburn        | 19   | Wypadek        |           |
| 35 | 8         | 19 | Speed Gardner       | Miller        | 14   | Główne łożysko |           |
| 36 | 8         | 26 | Baconin Borzacchini | Maserati      | 7    | Magneto        |           |
| 37 | 1         | 48 | Rick Decker         | Mercedes-Benz | 8    | Wyciek oleju   |           |
| 38 | 33        | 18 | Chet Gardner        | Duesenberg    | 1    | Wypadł z toru  |           |
| P  | + / –     | Nr | Kierowca            | Konstruktor   | Okr. | Czas / Strata  | Komentarz |